# Анастас Матлиев
Анастас Стефанов Матлиев е български революционер и общественик, деец на Вътрешната македоно-одринска революционна организация и Народната федеративна партия (българска секция).

## Биография
Анастас Матлиев е роден в град Охрид, тогава в Османската империя. Баща му Стефан Матлиев, търговец на погребални вещи, е един от първите, посветени от Даме Груев, членове на ВМОРО. Учи в българска мъжка гимназия в Солун. Занимава се с търговия в Солун и според Михаил Думбалаков е член на Солунския революционен комитет.
Думбалаков го нарича:
| „ | честния патриот Анастас Матлиев, безпримерен и скромен труженик, който плащаше безшумно своя дан на Родината. | “ |

След Младотурската революция в 1908 година става деец на Народната федеративна партия (българска секция). На втория конгрес на НФП приключил на 12 август 1909 година подкрепя крайната социалистическа групировка срещу умерените серчани около Яне Сандански и е избран в бюрото на партията заедно с Димитър Влахов и Христо Янков.
Умира на 18 май 1934 година в Русе.